# Elisabeth Lardelli
Pour l’article homonyme, voir Albert Lardelli.
Elisabeth Lardelli, née le 21 décembre 1921 à Berne (originaire de Poschiavo) et morte le 9 mars 2008 à Coire, est une avocate, féministe et personnalité politique suisse, membre du Parti démocratique.
Elle est députée du canton des Grisons au Conseil national de 1974 à 1975.

## Biographie
Elisabeth Lardelli naît Elisabeth von Waldkirch le 21 février 1921 à Berne. Elle est originaire de Poschiavo, dans le canton des Grisons. Elle a une sœur. Leur père, Eduard von Waldkirch, est avocat et conseiller national bernois de 1971 à 1972 au sein du mouvement de James Schwarzenbach ; leur mère se nomme Katharina Maria Häuser (ou Heuser) avant son mariage.
Après sa maturité à Berne, elle fait des études de droit à l'Université de Berne de 1941 à 1947, puis obtient un brevet d'avocat pour exercer dans le canton de Berne.
Elle épouse en 1948 Albert Lardelli, avocat et fils du conseiller national démocratique grison Albert Lardelli,, avec qui elle aura trois enfants. Elle déménage ensuite à Coire et devient en 1950 la première femme à obtenir le brevet d'avocat du canton des Grisons, puis celui de notaire en 1959.
Elle dirige pendant 30 ans, de 1955 à 1985, le service d'information juridique du centre de liaison des associations féminines grisonnes, tout en donnant des cours d'instruction civique et de droit dans plusieurs écoles. Elle est membre du comité de l'association à partir de 1968 et préside l'Association suisse des femmes universitaires de 1977 à 1980.
Elle meurt le 9 mars 2008 à Coire, à l'âge de 87 ans.

## Parcours politique
Elle est membre de la Commission scolaire de Coire à partir de 1960. Elle est la première femme à y siéger.
Elle est l'une des premières femmes députées au Grand Conseil du canton des Grisons, sous les couleurs du Parti démocratique suisse, de mai 1973 à 1979,.
Elle accède en juin 1974 au Conseil national, en raison de l'élection de Leon Schlumpf au Conseil des États. Elle est la première femme grisonne à y siéger, au sein du groupe de l'Union démocratique du centre (UDC), mais n'y reste qu'un an et demi, jusqu'à la fin de la législature en novembre 1975,. Candidate à sa réélection en octobre 1975, elle est victime du recul de son parti (qui passe de 85 000 à 62 000 suffrages), qui perd son deuxième siège.
Elle est élue vice-présidente de l'UDC en 1975.

« Je suis comme un chasse-neige. J'ai tracé la voie pour les femmes,. »

Elle milite pour le droit de vote des femmes (en 1977, dans les Grisons, 63 communes refusent encore le vote aux femmes et ce droit n'est étendu aux dernières 13 communes récalcitrantes qu'en 1983 sur décision du Grand Conseil), l'égalité entre hommes et femmes et le nouveau droit de la famille.

« Les femmes doivent se défendre elles-mêmes. Elles ne peuvent pas s'attendre à ce que quelqu'un d'autre le fasse pour elles,. »